# Касас Гарсиа, Хесус
Хесус Касас Гарсиа (исп. Jesús Casas García; род. 23 октября 1973, Мадрид) — испанский футболист и тренер.

## Клубная карьера
Родился 23 октября 1973 года в Мадриде. Воспитанник молодёжной академии команды «Кадис». В дальнейшем выступал в ряде клубов низших лиг, самым известным из которых был «Атлетико Санлукеньо». В период с 2002 по 2003 год выступал за клуб «Пуэрто Реаль», после чего объявил о завершении карьеры игрока.

## Тренерская карьера

### Первые годы
Касас официально начал свою тренерскую карьеру в возрасте 29 лет в молодёжной команде «Кадиса». Позже он работал тренером-аналитиком в «Эйбаре» и «Барселоне Б», прежде чем стать скаутом и тренером-аналитиком в «Барселоне». Затем он вернулся в «Кадис», став директором молодёжного департамента клуба, а в январе 2018 года стал ассистентом Хави Грасии в английском «Уотфорде».
Летом 2018 года Касас стал помощником Луиса Энрике и Роберта Морено в сборной Испании, эту должность специалист занимал вплоть до февраля 2022 года.

### Ирак
5 ноября 2022 года руководство Иракской футбольной ассоциации объявило о назначении Касаса на должность главного тренера национальной сборной. Срок контракта составил четыре года, ежегодная зарплата наставника — 1 млн долларов. Дебютная игра Касаса во главе команды Ирака состоялась 30 декабря 2022 года, это была товарищеская встреча против сборной Кувейта в рамках подготовки к домашнему Кубку Персидского залива в Басре, который «Львы Месопотамии» в итоге выиграли после победы со счётом 3:2 над Оманом в финальном матче турнира. Победа на Кубке Персидского залива 2022 года стала первой для иракцев на данном первенстве с 1988 года.

## Статистика тренера
| Команда | С             | До   | Результат | Результат | Результат | Результат | Результат | Результат | Результат | Результат |
| Команда | С             | До   | М         | В         | Н         | П         | МЗ        | МП        | РМ        | % побед   |
| ------- | ------------- | ---- | --------- | --------- | --------- | --------- | --------- | --------- | --------- | --------- |
| Ирак    | 5 ноября 2022 | н.в. | 17        | 9         | 5         | 3         | 30        | 16        | +14       | 052,94    |
| Итог    | Итог          | Итог | 17        | 9         | 5         | 3         | 30        | 16        | +14       | 052,94    |

## Достижения

### Тренерские
Ирак
- Победитель Кубка Персидского залива: 2022